# Przygody Artura Gordona Pyma
Przygody Artura Gordona Pyma, także tłumaczone na j. polski jako Opowieść Artura Gordona Pyma (ang. Narrative of Arthur Gordon Pym of Nantucket) – jest to jedyna ukończona powieść amerykańskiego pisarza Edgara Allana Poe, opublikowana w 1838 roku.
Przedstawia ona historię młodego Artura Gordona Pyma, który postanawia ukryć się na pokładzie statku Grampus. Od tego momentu przydarzają mu się niezwykłe przygody, jest świadkiem katastrofy morskiej, buntu czy kanibalizmu. Opowieść rozpoczyna się całkiem konwencjonalną wyprawą morską, lecz staje się znacznie bardziej osobliwa i trudna do sklasyfikowania w ostatnich rozdziałach, łącznie z religijnym symbolizmem i zagadnieniem teorii pustej Ziemi.
Poszczególne części dzieła zaczęły się ukazywać na łamach Southern Literary Messenger, a cała książka została opublikowana w czerwcu 1838 roku w dwóch tomach. Niektórzy krytycy negatywnie zareagowali na powieść, określając ją brutalną i ganiąc Poego za liczne zapożyczenia z innych źródeł, podczas gdy inni doceniali poziom literacki i chwalili jej zmyślne przygody fabularne.

## Fabuła

### Na pokładzie Ariel
Artur Gordon Pym urodził się na wyspie Nantucket, znanej jako port łowiecki, w szczególności z polowań na wieloryby. Jego najlepszy przyjaciel, August Barnard, jest synem kapitana statku łowieckiego. Pewnej nocy, obaj pod wpływem alkoholu, decydują się wykorzystać bryzę i wypłynąć w morze małą łódką Ariel. Lekki wiatr jest jednak początkiem sztormu, a Pym jest zmuszony do przejęcia kontroli nad łodzią, podczas gdy jego przyjaciel traci przytomność. Niedoświadczony w wyprawach morskich nie jest on w stanie utrzymać jej na morzu, a z pomocą przychodzi im na czas statek łowiecki powracający do Nantucket. Kiedy obaj wracają na suchy ląd, zgodnie postanawiają zataić ich eskapadę przez rodzicami.

### Na pokładzie Grampusa

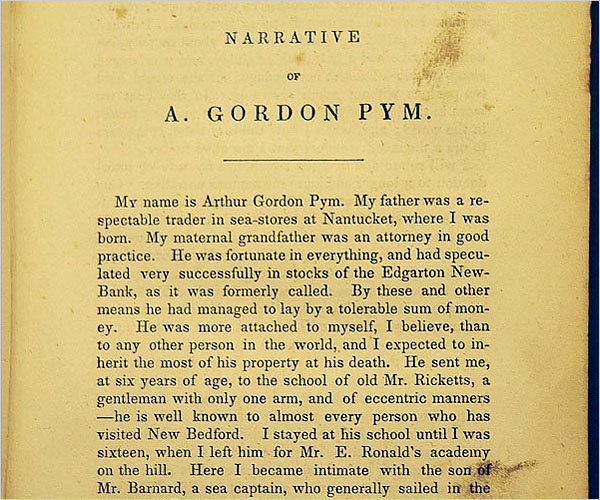
Strona pierwsza wydania pierwszego powieści z 1838 roku

Przygoda nie zniechęca Pyma do wypraw morskich, a zdarzenie wzbudza jego wyobraźnie. Ponadto entuzjastyczne zainteresowanie protagonisty jest jeszcze wzmocnione opowiadanymi mu historiami o życiu na morzu przez samego Augusta. Pym decyduje się podążyć za przyjacielem, wchodząc na pokład Grampusa, okrętu, który ojciec Augusta wykorzystuje do wypraw na morza południowe. Rodzina Artura nie zgadza się, aby ten uczestniczył w ekspedycji, więc przyłącza się on do załogi potajemnie.
Przebrany za marynarza, wchodzi na pokład Grampusa i ukrywa się w ładowni. Jego przyjaciel zabiera na pokład wiernego psa Pyma Tigera i obiecuje mu świeży prowiant w kryjówce do momentu, kiedy dla statku będzie już za późno aby zawrócić, co pozwoli mu wreszcie ujawnić swoją obecność. Pym jest przytłoczony przypominającym śpiączkę odrętwieniem, będąc zmuszonym wdychać przez wiele dni zanieczyszczone, nieświeże powietrze. Jest nieprzytomny, gdy August dostarcza mu prowiant, tak jak to wcześniej uzgodnili między sobą. Pragnie on opuścić miejsce odosobnienia i jest bliski rozpaczy, gdy zjawia się wreszcie Tiger, przynosząc przyczepiony do niego list, napisany krwią, w którym przyjaciel ostrzega Pyma, aby ten pozostał w ukryciu, gdyż od tego będzie zależeć jego życie.
August wyjaśnia tajemniczą wiadomość, jak również powody opóźnienia przy uwalnianiu przyjaciela z potrzasku. Na pokładzie statku doszło do buntu. Część załogi została zabita przez buntowników, podczas gdy pozostała grupa, wliczając w to ojca Augusta, opuściła okręt. On sam przeżył, ponieważ znał jednego z awanturników, Dirka Petersa, który teraz żałuje, że brał udział w buncie.
We trójkę obmyślają plan ponownego przejęcia kontroli nad statkiem. Podczas burzy Pym, którego buntownicy nie znają, ma przywdziać ubrania niedawno zmarłego marynarza i udawać ducha. Wykorzystując chwilowe zamieszanie, Peters i August, z pomocą Tigera, obezwładniają zbuntowanych marynarzy. Całość idzie po ich myśli i wkrótce cała trójka staje się panami okrętu. Rebelianci są albo martwi, albo wyrzuceni poza pokład, z wyjątkiem jednego mężczyzny, Richarda Parkera, któremu przyjaciele darują życie, by ten pomógł im w sterowaniu okrętem.

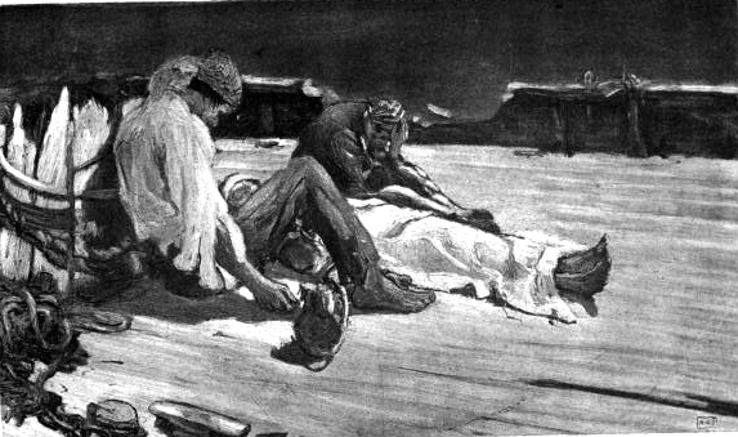
Ilustracja przedstawia śmierć Augusta.

August jest ranny w ramię, a burza łamie maszt, niszczy żagle i podtapia statek. Wszyscy są jednak w stanie przetrwać huragan, przywiązując się do okrętu. Brakuje im jednak jedzenia i z wolna zaczynają tracić siły, kiedy spostrzegają statek na horyzoncie. Początkowo uradowani perspektywą prowiantu, szybko spostrzegają, że pokład mijającego ich okrętu jest cały wyścielony ciałami. Ich nadzieje na przeżycie maleją więc z każdą chwilą, głód doskwiera im coraz mocniej. Parker sugeruje poświęcenie jednego towarzysza, aby pozostali mieli co jeść. Ciągną więc słomki aby wybrać osobę, która ma umrzeć, i wypada na Parkera, który zostaje zabity, a następnie zjedzony przez pozostałą trójkę. Pym przypomina sobie, że po odzyskaniu kontroli nad statkiem, ukrył na pokładzie siekierę, dzięki której, dostaje się do ładowni i zaopatruje wraz z resztą w pożywienie oraz wino. August choruje z powodu jego ran, a kolejna burza zabiera ze sobą cały prowiant. August umiera, kolejna fala burzy przewraca statek. Peters i Pym płyną do przewróconej łodzi, otoczonej przez rekiny. Zostają jednak wyłowieni przez Jane Guy, okręt z Liverpoolu.

### Na pokładzie Jane Guy
Peters i Pym znajdują się na pokładzie Jane Guy, który wypływa na połów i zmierza ku morzom południowym. Pym uświadamia sobie, że na Grampusie dryfowali 25 stopni w kierunku południowym. Studiuje wyspy wokół Przylądka Dobrej Nadziei i jest zainteresowany społecznymi strukturami pingwinów i ich gniazdami, jak i sposobem obrony swego terytorium przed albatrosami. Przekonuje kapitana do popłynięcia na południe, w kierunku regionów Antarktydy, które nie zostały dotąd zbadane.
Statek mija lodowe przeszkody i wypływa na otwarte morze, blisko bieguna, gdzie panuje łagodny klimat. Będąc na Oceanie Antarktycznym, zmierzają w kierunku wyspy Tsalal, zamieszkanej przez dużą liczbę czarnoskórych mieszkańców, prowadzonych przez wodza Too-Wita. Biała skóra jest dla nich obca i napawa ich strachem. Mimo to ich nastawienie do załogi Jane Guy jest początkowo przyjazne i Too-Wit oraz kapitan zaczynają prowadzić wymianę handlową. W przeddzień wypływu Jane Guy, załoga statku zostaje jednak zaskoczona zasadzką przygotowaną przez Too-Wita w wąwozie. Wszyscy biali ludzie, z wyjątkiem Pyma i Dirka Petersa giną, oboje są świadkami jak Jane Guy zostaje zajęta, a następnie spalona przez tubylców.

### Tsalal i dalej na południe
Pym i Peters ukrywają się w górach, które otaczają miejsce zasadzki. Odkrywają sieć labiryntów i przejść oraz różne znaki na kamieniach, lecz nie mogą się porozumieć co do tego, czy powstały one w sposób naturalny, czy też ręką ludzką. Gdy nie mają już pożywienia, kradną łódź tubylcom i uciekają z wyspy, biorąc jednego z jej mieszkańców za zakładnika. Mała łódź jest niesiona dalej na południe prądem wodnym z coraz wyższą temperaturą i dziwną mleczną substancją wokół. Po kilku dniach, spada na nich deszcz popiołów, a łódź zbliża się do ogromnych ilości mgły lub pary, które rozpraszają się w momencie gdy w nie wpływają. Wtedy pojawia się potężna, spowita mgłą, kompletnie biała postać.
Tu powieść się kończy. Krótkie postscriptum rzekomo napisane przez redaktorów książki, porównuje kształty labiryntu i znaki na ścianach do arabskich i egipskich liter i hieroglifów, znaczących kolejno „Zasłonięty” „Biały” i „Region na południe”.

## Geneza i warsztat pisarski

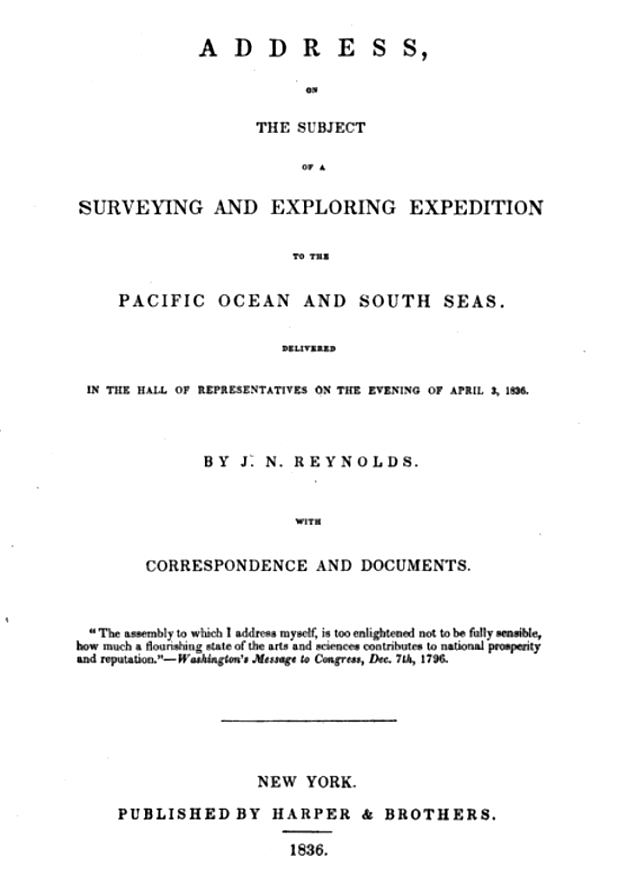
Relacja pt. Address on the Subject of a Surveying and Exploring Expedition to the Pacific Ocean and the South Seas autorstwa Reynoldsa była źródłem inspiracji dla Poe przy pisaniu powieści.

Aby przedstawić treść książki jako autentyczną eksplorację, Poe wykorzystał kilka dzienników podróżniczych, które mnożyły się w czasie gdy pisał swoją powieść. Najważniejszym źródłem, do jakiego sięgał autor w procesie twórczym, była osoba Jeremiaha N. Reynoldsa, którego dzieło pt. An Address on the Subject of a Surveying and Exploring Expedition to the Pacific Ocean and the South Seas było przychylnie zrecenzowane przez samego Poe w styczniu 1837. Wykorzystał on około siedmiuset słów z pracy Reynoldsa w rozdziale XVI, co stanowiło prawie połowę jego objętości. W 1843 pisarz chwalił Reynoldsa ponownie w recenzji A Brief Account of the Discoveries and Results of the United States’ Exploring Expedition, przedrukowanej w Graham’s Magazine. Nie jest jasne czy Poe i Reynolds kiedykolwiek się spotkali, a według niektórych relacji, tuż przed tajemniczą śmiercią, będąc w stanie delirium, Poe miał krzyczeć jego nazwisko. Zdarzenie może mieć jednak wymowę apokryficzną, a według jednej z teorii odwoływał się on do Reynoldsa, podkreślając źródło inspiracji podróżnikiem.
W rozdziale XVI Poe wspomina okrążenie globu przez kapitana Jamesa Cooka na pokładzie statku Resolution, który dotarł na szerokość geograficzną 70 stopni w kierunku południowym. Inspirację czerpał on także z A Narrative of Four Voyages (1832), relacji Benjamina Morrella, która stała się bestsellerem. Praca ta mogła podsunąć mu pomysł na opisowy tytuł jego własnej powieści. Dodatkowo wykorzystanie prawdziwych relacji mogło być próbą podejścia czytelnika i przekonania go, iż dzieło było faktycznym, autobiograficznym opisem samego Pyma.
Poza źródłami historycznymi widoczne są także inspiracje innymi twórcami. Najważniejszą z nich były Rymy o sędziwym marynarzu (ang. The Rime of the Ancient Mariner) Samuela Taylora Coleridge’a, a także Robinson Crusoe Daniela Defoe, co najlepiej oddaje moment wejścia Pyma i Petersa do jaskini i towarzyszące im echo. Wielu ówczesnych recenzentów zwracało na to uwagę w londyńskich publikacjach Court Gazette oraz The Torch. Statek z martwą załogą przywołuje skojarzenia z legendą o Latającym Holendrze, przeklętym okręcie, który nie może powrócić do domu.
Poe wykorzystał także teorię o pustej Ziemi Johna Clevesa Symmesa Jr., według której otwór w biegunie południowym miał stanowić wrota do środka planety, gdzie miały zamieszkiwać niezbadane cywilizacje. Symmmes pisał, że Ziemia miała być płaska, nadająca się do zamieszkania i szeroko otwarta w okolicach biegunów. Owa hipoteza, zaprezentowana w 1818 roku, była traktowana poważnie przez cały XIX wiek. Teoria ta znalazła zastosowanie w twórczości Poe już przy okazji pisania Rękopisu znalezionego w butli, który bazował na pracy Symmesa pt. Theory of the Concentric Spheres, opublikowanej w 1826 roku. Utwór Coleridge’a też był dla Poe inspiracją. Nowela wykazuje podobieństwa z powieścią autora w zakresie scenerii, charakterów i niektórych elementów fabuły. Inni pisarze, także czerpiący inspiracje twierdzeniami Symmsa, to Edgar Rice Burroughs i L. Frank Baum.
Podejmując się próby opisu długiej wyprawy morskiej, autor wykorzystał także osobiste doświadczenia. W 1815 roku, wtedy sześcioletni Poe, płynął wraz z rodzicami zastępczymi z Norfolk do Liverpoolu, co trwało 34 dni. Podczas tej trudnej wyprawy prosił on ojca Johna Allana, by ten nie zapomniał wspomnieć o nim w liście, który pisał. Rodzina wróciła po Stanów Zjednoczonych w 1820 na pokładzie Marthy, która zacumowała w Nowym Jorku po 31 dniach na morzu. Bliżej okresu powstania powieści, podczas kariery wojskowej, Poe odbył najdłuższą podróż z Bostonu do Charleston.

## Analiza

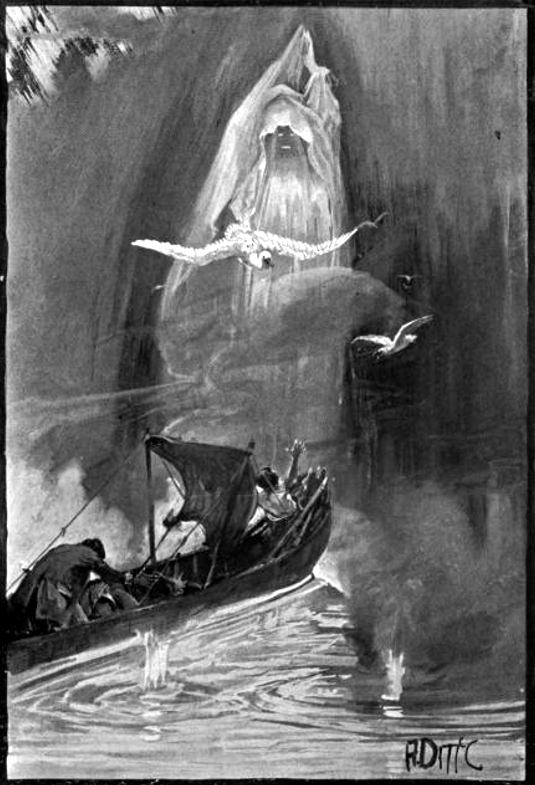
Ilustracja sceny końcowej powieści.

Jedna z najbardziej enigmatycznych prac autora, Przygody Artura Gordona Pyma, wymykała się po części próbom uniwersalnej interpretacji. Znawca Poe Scott Peeples pisał, że jest to jednocześnie prześmiewcza, eksploracyjna literatura faktu, saga przygodowa, Bildungsroman, żart literacki, spory plagiat dziennika podróżniczego, spirytualna alegoria oraz jeden z najbardziej nieuchwytnych i najważniejszych tekstów literatury amerykańskiej. Biograf James M. Hutchisson twierdził, że fabuła osiąga nowe szczyty fikcyjnej pomysłowości i zarazem spada na niziny głupoty i absurdu. Jeden z powodów owej konsternacji wiąże się z licznymi błędami ciągłości, jakie można spotkać w powieści. Przykładowo Pym podkreśla, iż zbicie butelki, gdy ten przebywał uwięziony w ładowni, uratowało mu życie, gdyż hałas zaalarmował szukającego go Augusta. Jednak Pym zaznacza, że jego przyjaciel powiedział mu o tym dopiero po wielu latach, mimo iż August był martwy już 8 rozdziałów później. Pomimo tego większość powieści jest skomponowana bardzo starannie.
John Barth pisał przykładowo, że środkowa część utworu przypada na moment dopłynięcia Pyma na równik, środkową część globu.
W powieści autor rozszyfrowuje także hieroglify, a badacz Shawn Rosenheim utrzymuje, że ten element utworu stanowił podwalinę do dalszych zainteresowań Poe kryptografią. Same piktogramy w książce były prawdopodobnie inspirowane pracą The Kentuckies in New-York (1834) Williama Alexandra Carruthera, gdzie podobne pismo jest tworem czarnoskórego niewolnika.
W przeciwieństwie do poprzednich opowiadań morskich Poe (Rękopis znaleziony w butli) Pym wyrusza w swoją podróż na własne życzenie. Pojawiają się sugestie, iż wyprawa traktuje o ustanowieniu narodowej amerykańskiej tożsamości, jak i o odkrywaniu własnej osobistej. Poe bierze też pod lupę oddziaływanie alkoholu na ludziach. Początkowe sekwencje utworu sugerują przykładowo, iż osoby pod jego wpływem, mogą czasem robić wrażenie zupełnie trzeźwych do momentu, gdy oznaki trunku zaczną z wolna brać górę. Ten opis to tylko mniejszy wymiar szerszego nacisku na przeciwstawne współistnienie chaosu i porządku w powieści. Nawet natura zdaje się być miejscami nienaturalna. Przykładowo woda jawi się na końcu dzieła jako kolorowa lub „nienaturalnie czysta”.

### Elementy autobiograficzne
Niektóre elementy powieści są interpretowane jako autobiograficzne. Utwór zaczyna się przedstawieniem osoby Artura Gordona Pyma, nazwiska podobnego do Edgara Allana Poe, który wyrusza z Edgartown w Massachusetts na wyspę Martha’s Vineyard. Przyjmując takie podejście do tekstu, protagonista ucieka od samego siebie, od własnego ego. Drugie imię Gordon, zastępujące powinowactwo autora z rodziną Allana, jest hołdem złożonym George’owi Gordonowi Byronowi, którego Poe bardzo podziwiał. Moment w którym Pym ukrywa się przed swym dziadkiem, nosząc się zarazem z zamiarem odziedziczenia po nim majątku, wskazuje na pragnienie autora do uwolnienia się z rodzinnych powinności przy jednoczesnym eksponowaniu pogardy do spadku jego ojca zastępczego Johna Allana.
W kontekście autobiograficznym nie bez znaczenia są także daty. Zgodnie z fabułą, Pym dociera na wyspę Tsalal 19 stycznia – w dzień urodzin Poe. Badacze tacy jak Burton R. Pollin i Richard Wilbur sugerują, że sylwetka Augusta była inspirowana przyjacielem z dzieciństwa Ebenezerem Burlingiem, bądź bratem Williamem Henrym Leonardem Poe, który służył w Ameryce Południowej i w wielu innych miejscach jako marynarz na pokładzie USS Macedonian. W powieści data śmierci Augusta zgadza się z datą śmierci jego brata. Slup z pierwszego rozdziału nosi nazwę Ariel, co odnosi się do charakteru w jaki wcieliła się matka pisarza, Eliza Poe.

### Rasa
Próby krytycznej analizy tekstu idą także w kierunku rasistowskich implikacji, zawartych w fabule. Jednym z elementów wpisujących się w takie podejście jest obraz czarnoskórego kucharza, który przewodzi buntowi na pokładzie Grampusa, będąc przedstawionym jako najbardziej żądnym krwi. Sylwetka Dirka Petersa, hybrydy osobnika o białych i rodowitych amerykańskich korzeniach, jest opisana jako emanująca zawziętością wraz z jej długimi, wystającymi zębami, uginającymi się nogami i łysiną niczym „głowa większości murzynów”. Wspaniała biel tajemniczej postaci końcowej stoi w kontraście z ciemnoskórymi dzikusami na Tsalal. Takie zestawienie może przywoływać na myśl zaostrzające się spięcia rasowe odnośnie do niewolnictwa w Stanach Zjednoczonych. Dodatkowo powieść wkomponowała się w ówczesne, wszechobecne twierdzenia, że ciemnoskórzy ludzie byli dziedzicznie gorszą częścią ludzkości. Jednym z krytyków użycia elementów rasowych w Przygodach Artura Gordona Pyma jest pisarka Toni Morrison. W Grając w ciemnościach (ang. Playing in the Dark: Whiteness and the Literary Imagination), opublikowanych w 1992 roku, omawia ona obecność Afrykańczyków w powieści w kontekście „innych”, co jest przeciwstawione przez autora określeniami biały, wolny, indywidualny. W jej eksploracji opisów afrykańskich charakterów w amerykańskiej literaturze spod pióra białych twórców, Morrison twierdziła, że żaden wczesny amerykański pisarz nie jest tak ważny dla konceptu amerykańskiego afrykanizmu jak Poe, z uwagi na jego skupienie się na symbolizmie bieli i czerni w powieści.

### Zakończenie
Powieść kończy się nagle, wraz z pojawieniem się dziwnej, spowitej mgłą sylwetki, mającej zabarwioną skórę niczym „perfekcyjna biel śniegu”. Wielu czytelników nie było zadowolonych z takiego finału, ponieważ jak zaznaczał potomek i badacz Poe Harry Lee nie zgadzało się ono z oczekiwanym, jasnym zakończeniem. Sam autor mógł celowo pozostawić je w takiej formie, dając pole do spekulacji. Niektórzy badacze sugerowali, iż zakończenie jest symbolicznym finałem duchowej podróży Pyma, kilku innych twierdziło także, że Pym zginął na końcu powieści, a jego historia jest opowiadana po jego śmierci. Inna interpretacja mówi o tym, że protagonista mógł zginąć w czasie ponownego opowiadania historii, dokładnie w momencie, gdy powinien stracić życie we właściwej przygodzie. Jak wiele innych charakterów w twórczości autora, Pym zdaje się bezwolnie poddawać czyhającemu na niego losowi, bez względu na to jaki by nie był. Biograf Kenneth Silverman zaznacza, że postać w bieli emanuje ambiwalencją i nie jest jasne czy jest symbolem destrukcji czy protekcji.
Idea czeluści, która otwiera się na powierzchni morza w ostatnich chwilach powieści, bazuje na teorii pustej Ziemi. John Cleves Symmes wierzył, że miejsca ulokowane bliżej biegunów są cieplejsze niż otaczający je krąg polarny. Zakładał on także istnienie cywilizacji wewnątrz globu, a dziwna sylwetka może sugerować jej występowanie niedaleko bieguna.

## Kompozycja i publikacja

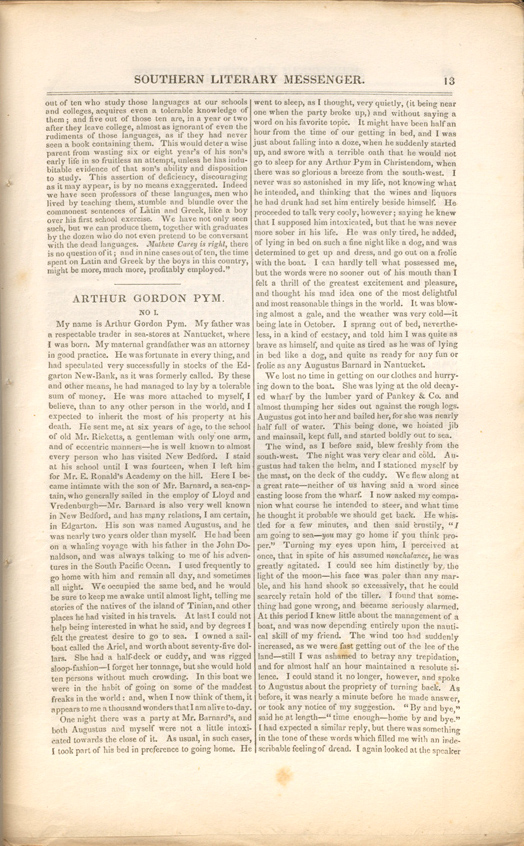
Pierwszy epizod wydanej w częściach powieści Przygody Artura Gordona Pyma, opublikowany na łamach Southern Literary Messenger w styczniu 1837 roku.

Poe nosił się z zamiarem zebrania kilku swoich opowiadań w kolekcji pt. Tales of the Folio Club w 1830 roku. Zawarte tam serie prac miały być prezentowane przez członków klubu literackiego i oddawałby obraz ówczesnego krytycyzmu literackiego. Pisarz miał już na koncie przedruki kilku nowel na łamach Philadelphia Saturday Courier i the Baltimore Saturday Visiter. Redaktor James Kirke Paulding próbował mu pomóc w publikacji zbioru. On sam poinformował Poe o odrzuceniu kolekcji przez wydawnictwo Harper & Brothers, które twierdziło, że czytelnicy szukają prostych, długich konstrukcji jak powieści. Zasugerowali, że gdyby ten zniżył się odrobinę do przeciętnych zdolności pojmowania większości czytelników i przygotował (…) pojedynczą pracę, to będą oni chętni poczynić wspólne kroki, które będą tolerancyjne i zadawalające. Proponowali także – o ile inne zajęcia na to pozwolą… podjęcie opowieści w dwóch tomach, jako że jest to liczba magiczna. Odpowiedź wydawnictwa Harper & Brothers zachęciła autora do rozpoczęcia obszerniejszego dzieła, co przełożyło się na początki Przygód Artura Gordona Pyma.
Poe uzgodnił z szefem Southern Literary Messenger publikację powieści w kilku częściach, w cenie 3 dolarów za stronę. Jednak sam autor zrezygnował z zajmowanego stanowiska w owym periodyku 3 stycznia 1837 roku, w momencie gdy poszczególne odcinki zaczęły się ukazywać. Niektórzy badacze sugerują, że Poe został zwolniony, co skłoniło go do przerwania prac nad powieścią. Rozstanie z Messengerem zainicjowało „czarny okres” w życiu autora, kiedy nie publikował za wiele, zmagał się z bezrobociem, biedą i brakiem sukcesów w jego literackich aspiracjach. Szybko zrozumiał, że napisanie obszernej opowieści było niezbędną decyzją w jego karierze, po części także ponieważ nie miał on stałej pracy, a ekonomia borykała się z paniką z 1837 roku. Część fabuły powieści została poświęcona wyprawie na Antarktydę w celu wykorzystania nagłego zainteresowania publiki ową tematyką. Po zawarciu małżeństwa z Virginią Clemm, pisarz spędził kolejną zimę w Nowym Jorku, pracując nad dokończeniem manuskryptu. Zarobił on także niewielką sumę pieniędzy, udzielając noclegów Williamowi Gowansowi. Podczas 15 miesięcy spędzonych w Nowym Jorku, w samym centrum złego ekonomicznego klimatu, Poe opublikował dwie prace Von Jung, the Mystific oraz Siope. A Fable.
Harper & Brothers ogłosiło, że powieść zostanie opublikowana w maju 1837 roku, ale nastała panika zmusiła ich do przesunięcia terminu publikacji. Została ona ostatecznie wydana w formie książkowej pt. The Narrative of Arthur Gordon Pym of Nantucket w czerwcu 1838 roku, bez podanego nazwiska autora, z twierdzeniem, iż jest to prawdziwa relacja samego Pyma. Poe usprawiedliwiał wcześniejsze odcinki z Messengera, zaznaczając iż ten omyłkowo przywdział powieść w „szaty literackie”. Jak zalecał Harper & Brothers, dzieło zostało opublikowane w dwóch tomach. Pierwsza zagraniczna publikacja powieści ukazała się kilka miesięcy później, została przedrukowania w Londynie bez pozwolenia Poe, a ostatni akapit został pominięty. Szybka publikacja pracy zapoczątkowała brytyjski wzrost zainteresowania autorem.

## Znaczenie i recepcja

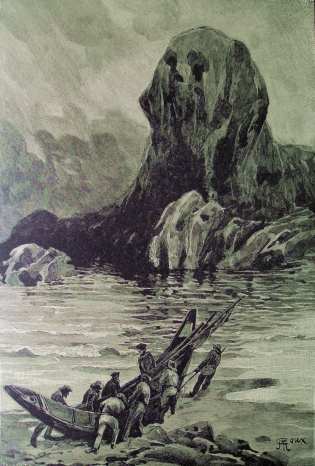
Ilustracja do Lodowego sfinksa Juliusza Verne’a, kontynuacji Przygód Artura Gordona Pyma.

Ówczesne recenzje Przygód Artura Gordona Pyma były generalnie nieprzychylne. 15 miesięcy po publikacji, utwór został zrecenzowany przez Lewisa Gaylorda Clarka, autora zwaśnionego z Poe. Jego recenzja wydrukowana na łamach gazety The Knickerbocker mówiła o luźnym, byle jakim stylu, rzadko odznaczającym się jakąkolwiek gracją kompozycji. Pisał on dalej, że utwór cieszy się zainteresowaniem, ze wszystkim jego defektami, z których wcale nie najmniejszym jest zbytnie nasycenie „przerażającymi okolicznościami rozlewu krwi i jatek. Wielu recenzentów komentowało nadmiar brutalnych momentów. Recenzja w Burton’s Gentleman’s Magazine (prawdopodobnie autorstwa samego Williama Burtona) ponadto wyrażała się krytycznie o zapożyczonych opisach geograficznych oraz błędach w informacjach żeglarskich. Recenzent odebrał powieść jako literacki żart i nazwał bezczelną próbą oszukania publiczności z żalem zaznaczając, że nazwisko Poe stoi w związku z taką dawką ignorancji i bezwstydności. Poe zgodził się później z oceną Burtona w liście do niego, pisząc, że była ona w zasadzie prawidłowa i określając powieść bardzo głupią książką. Inni recenzenci potępiali próbę prezentacji dzieła jako prawdziwej relacji. Jeden z krytyków z Metropolitan Magazine zaznaczył, że mimo iż powieść jest niezłą literaturą, to wciśnięta publice jako prawdziwe zdarzenie, nie może jawić się w żadnym innym świetle niż tylko marny biznes, jako bezczelna próba wykorzystywania łatwowierności ignorantów. Mimo to niektórzy czytelnicy wierzyli, że poszczególne partie powieści był prawdziwe, zwłaszcza w Anglii, i usprawiedliwiali absurdalność książki założeniem, że autor Pym wyolbrzymiał prawdę. Wydawca George Putnam zwracał później uwagę, że całe kolumny tych „nowych odkryć”, wliczając w to hieroglify (!) znalezione na kamieniach, były powielane przez wiele angielskich gazet i przedstawiane w kontekście prawdy historycznej.
Dla kontrastu sławny argentyński pisarz Jorge Luis Borges, który przyznawał się do inspiracji autorem, chwalił powieść wiele razy, nazywając ją jego najlepszą pracą. H.G. Wells zaznaczał, że Pym przekazuje to, co bardzo inteligentny umysł mógł sobie wyobrazić o terenach podbiegunowych całe stulecie wcześniej. Większość badaczy nie angażowała się jednak w poważne dyskusje lub analizy powieści do 1950 roku, mimo iż we Francji twórczość Poe była doceniana znacznie wcześniej.
Porażka książki w wymiarze finansowym, jak i w oczach krytyki, była punktem zwrotnym w karierze autora. Podążał on od tej pory za literackimi obowiązkami, które przyniósłby mu zysk, jak choćby w przypadku kontrowersyjnej roli redaktora The Conchologist’s First Book w kwietniu 1839. Napisał on także krótką serię artykułów pt Literary Small Talk dla magazynu z Baltimore American Museum of Science, Literature and the Arts. Będąc w potrzebie znalezienia pracy przyjął on także angaż jako asystent redaktora Burton’s Gentleman’s Magazine' za 10 dolarów tygodniowo, mimo niepochlebnej recenzji jego powieści na łamach magazynu. Ponownie zwrócił się on również w kierunku opowiadań i nowel, nie zaś dłuższych form prozatorskich. Kolejną opublikowaną książką Poe była kolekcja Tales of the Grotesque and Arabesque z 1840 roku.

## Wpływ i spuścizna

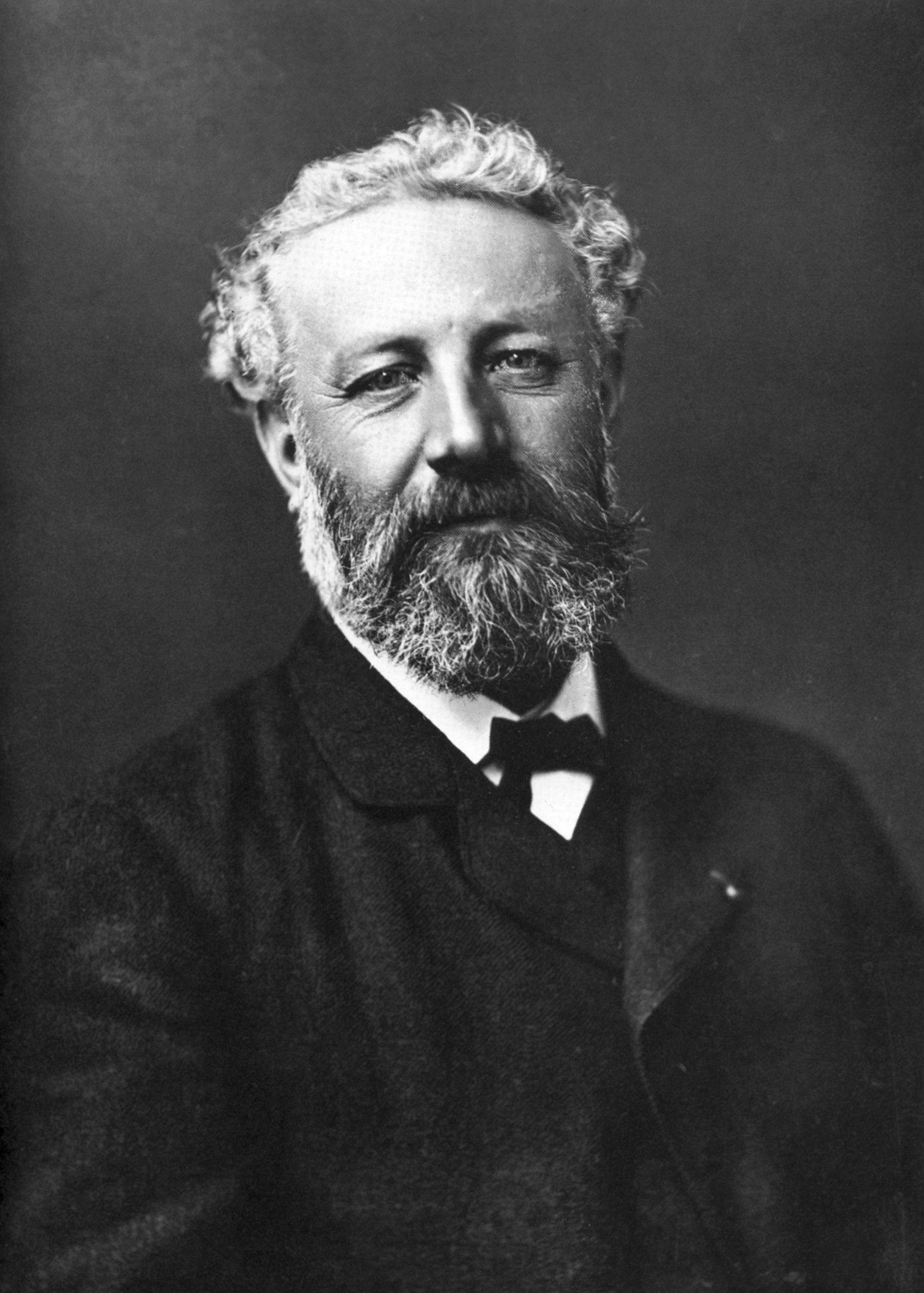
Powieść Poe była inspiracją dla innych twórców, także dla Juliusza Verne’a.

Badacze Patrick F. Quinn I John J. McAleer wskazywali na paralele między Moby Dickiem Hermana Melvilla, a Przygodami Artura Gordona Pyma oraz innymi pracami Poe. Quinn zaznaczał, że występuje na tyle dużo podobieństw, że Melville musiał studiować powieść Poe; wszystko inne byłoby jednym z najbardziej niesamowitych przypadków w historii literatury. McAleer pisał, że nowela Zagłada domu Usherów była inspiracją dla trudnego charakteru Ahaba z Moby-Dicka. Jack Scherting widział także podobieństwa między Moby-Dickiem a Rękopisem znalezionym w butli.
Przygody Artura Gordona Pyma stały się jedną z najczęściej tłumaczonych książek. Do roku 1978 badacze naliczyli ponad 300 wydań, adaptacji i tłumaczeń. Powieść okazała się być szczególnie wpływową we Francji. Francuski poeta Charles Baudelaire przetłumaczył ją w 1857 roku pt. Les Aventures d’ Arthur Gordon Pym. Był on też inspirowany utworem Poe przy tworzeniu własnej poezji. Podróż na Cyterę rysuje na nowo jedną ze scen pracy Poe, kiedy to ptaki jedzą ludzkie mięso.
Francuski autor Juliusz Verne bardzo podziwiał Poe i napisał studium pt. Edgar Poe et ses oeuvres w 1864 roku. Opowiadanie Three Sundays in a Week mogło być inspiracją dla Verne’a przy pisaniu powieści W osiemdziesiąt dni dookoła świata. W 1897 Verne opublikował kontynuację Przygód Artura Gordona Pyma, zatytułowaną Lodowy sfinks. Podobnie jak Poe, autor próbował przedstawić fikcyjne dzieło literackie jako wiarygodną historię, zawierając w niej właściwe, rzeczowe detale. Dwutomowa powieść przedstawia przygody Halbrana i jego załogi w poszukiwaniu odpowiedzi, co stało się z Pymem.
Nieformalną kontynuacją jest także książka A Strange Discovery autorstwa Charlesa Romeyna Dake’a, w której narrator dr Bainbridge, opowiada historię, jaką opowiedział mu pacjent Dick Peters, traktującą o jego podróży z Gordonem Pymem na Antarktydę i zawierającą dyskusję o wierszu Poe pt. Kruk. Książę Amerigo w powieści The Golden Bowl Henriego Jamesa wspomina Przygody Artura Gordona Pyma: Pamiętał jak czytał jeszcze jako chłopiec wspaniałą opowieść Allana Poe (…), która na marginesie pokazywała, jaką wyobraźnię mogli mieć Amerykanie: historia o rozbitku Gordonie Pymie, który (…) znalazł (…) gęstość białego powietrza (…) koloru mleka czy śniegu.
Powieść inspirowała H.P. Lovecrafta przy pracach nad W Górach Szaleństwa z 1931 roku. Dzieło podąża w zbliżonym kierunku tematycznym i zapożycza płacz tekeli-li. W dzienniku żeglarskim Paula Therouxa pt.The Old Patagonian Express, czyta on części powieści Poe Borgesowi. Yann Martel nazwał protagonistę w jego książce Życie Pi po fikcyjnym Richardzie Parkerze Poe, ale też innym prawdziwym Richardzie Parkerze, którzy byli przypadkowo zamieszani w kanibalizm, katastrofy morskie i mieli to samo nazwisko.